# Charles Ramsay
Charles Ramsay (Springfield, Massachusetts, – ?) világbajnoki ezüstérmes amerikai jégkorongozó, védő.
Az 1931-es jégkorong-világbajnokságon ezüstérmet nyert. Mind a 6 mérkőzésen játszott 5 gólt lőtt. Ő volt a csapatkapitány
Az amerikai-kanadai CAHL nevű ligában játszott. 1929 és 1931 között a Springfield Indians és a Boston Tigers csapatok tagja volt. 1931-től a francia jégkorongligában a Racing Club de France-ban, a Central HC-ben, a Diables de France-ban és a Français Volants Paris-ban játszott. 1937-ben a brit jágkorongligában, a Southampton Vikings lépett utoljára a jégre.